# Валон Зумбері
Валон Зумбері (нім. Valon Zumberi, нар. 22 листопада 2002, Гамбург, Німеччина) — косовський футболіст, центральний захисник німецького клубу «Гамбург».

## Ігрова кар'єра

### Клубна
Валон Зумбері народився у німецькому місті Гамбург у родині косовських переселенців. Футболом почав займатися в академії місцевого футбольного клубу «Гамбург». 1 квітня 2021 року Зумбері підписав з клубом перший контракт на два роки й був переведений у другу команду, що грає в Регіональній лізі. 15 серпня 2021 року футболіст зіграв першу гру в другій команді «Гамбурга».
У липні 2022 року Зумбурі підписав з клубом свій перший професійний контракт на два роки. «Гамбург» на той час грав у Другій Бундеслізі. 12 листопада 2022 року у домашньому матчі чемпіонату Німеччини проти «Зандгаузена» Валон Зумбері вперше зіграв в головній команді «Гамбурга».
15 січня 2024 року Зумбері був відправлений в оренду до кінця сезону у швейцарський клуб «Шаффгаузен». В команді футболіст провів дев'ять матчів і влітку повернувся до «Гамбурга».

### Збірна
З 2017 року Валон Зумбері почав свою міжнародну кар'єру, виступаючи за юнацькі та молодіжну збірну Косова. Двічі — у травні 2022 та серпні 2023 року — Валон Зумбері викликався на тренувальні передматчеві збори національної збірної Косова, але на поле тоді жодного разу не виходив.